# جيليان مايكلز
جيليان مايكلز (بالإنجليزية: Jillian Michaels) (ولدت في 18 فبراير، 1974) أمريكية من لوس أنجلوس،كاليفورنيا وهي مدربة شخصية وشخصية في التلفزيون الواقعي، وضيفة في البرامج الحوارية، وسيدة أعمال.
من المعروف من جيليان مايكلز ظهورها على محطة ان بي سي NBC هيئة الإذاعة الوطنية في البرنامج الشهير الخاسر الأكبر، وبرنامج اخسر مع جيليان (Losing It With Jillian) .

## روابط خارجية
- جيليان مايكلز على موقع IMDb (الإنجليزية)
- جيليان مايكلز على موقع ميوزك برينز (الإنجليزية)
- جيليان مايكلز على موقع أول موفي (الإنجليزية)
- جيليان مايكلز على موقع إن إن دي بي (الإنجليزية)
- جيليان مايكلز على موقع قاعدة بيانات الفيلم (الإنجليزية)